# 平鋪磚瓦

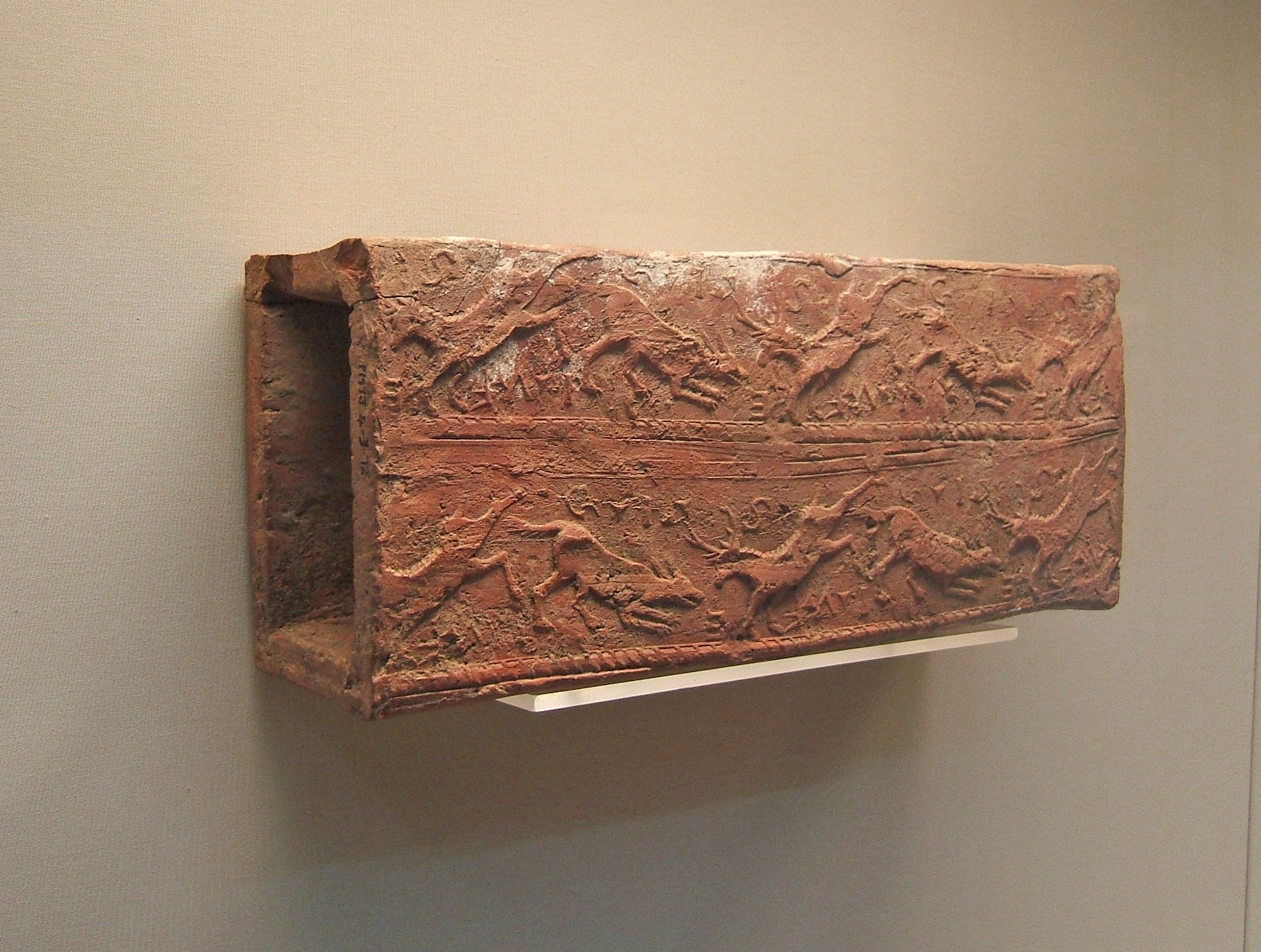
古羅馬平鋪磚瓦

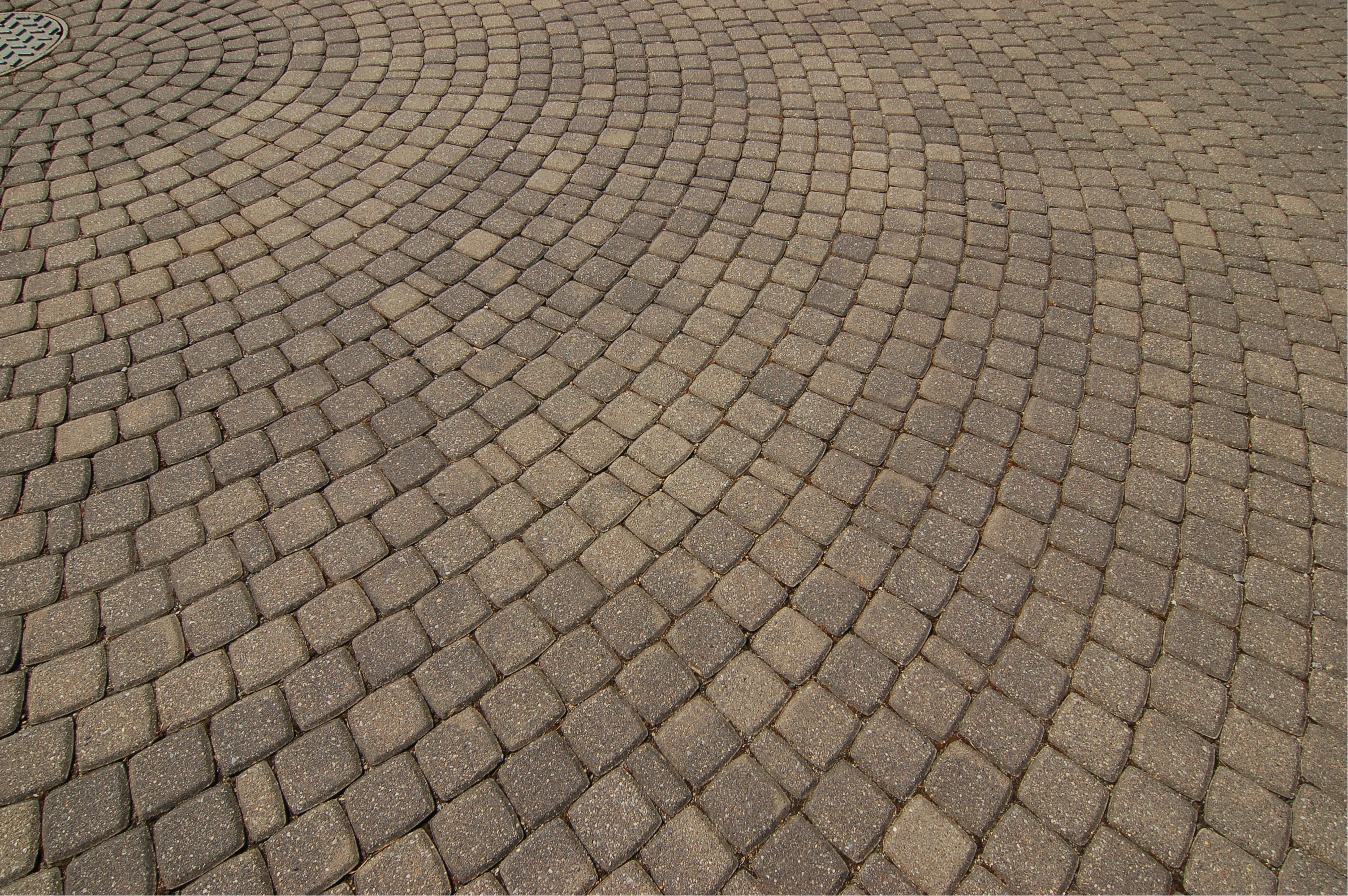
混凝土鋪路磚

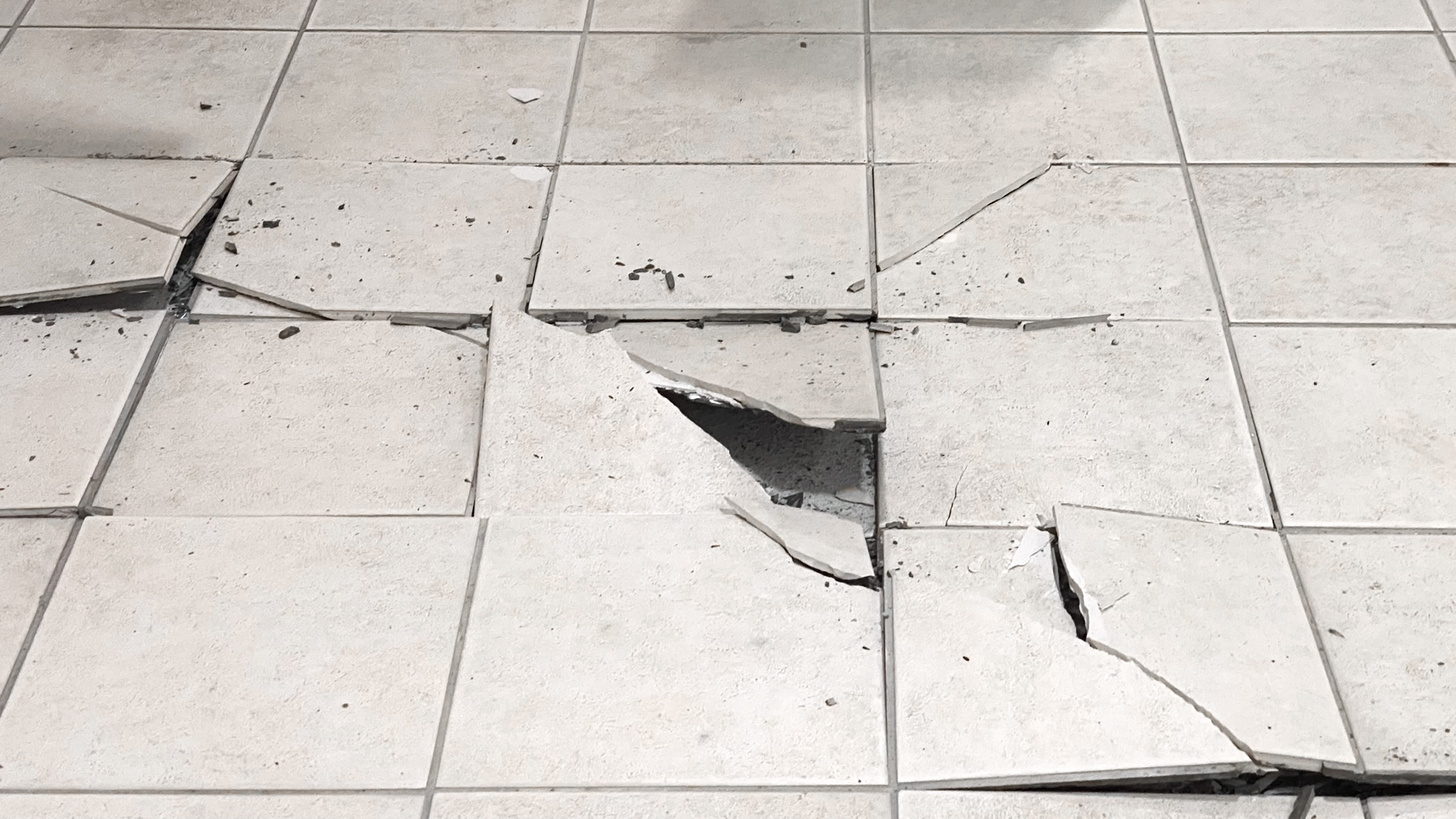
熱脹冷縮導致地板瓷磚爆裂

平鋪磚瓦是用作平鋪於表面的硬質材料之統稱，一般用於覆蓋屋頂、地板、牆壁或其他物體。材質有陶瓷、金屬、石材等

## 历史
考古发现，公元前4千年，古希腊勒拿湖地区的人已经使用烧制的陶瓦铺盖屋顶。古罗马时期的浴池，使用了陶制的马赛克地面装饰材料。12世纪以来的伊斯兰建筑，大量使用彩色瓷砖装饰建筑墙壁，形成了伊斯兰建筑特有的风格。

## 種類

### 瓦
瓦用於鋪砌屋頂。

### 瓷磚
瓷磚呈平面形，以陶瓷製成，會加上一層釉,使其具有防水及保護作用及增加瓷磚的色彩。

### 馬賽克磚
馬賽克磚是小塊的方磚，背面黏有一層織布，以方便鋪設。

### 石板磚
石板磚材質有天然石材，水成岩如大理石，火成岩如花崗岩等。大理石具有豐富，多變化的色彩.表面有細長的條紋，質地比較軟。花崗岩質地較硬，表面有一粒一粒的斑點，也有些是人造石材。一般而言，表面都會塗上亮光劑，以增強防水功能。